# 棚倉村
棚倉村（たなくらむら）は、京都府相楽郡にあった村。現在の木津川市の北端、JR奈良線の棚倉駅周辺にあたる。

## 地理
- 山岳：山吹山
- 河川：木津川

## 歴史
- 1889年（明治22年）4月1日 - 町村制の施行により、綺田（かばた）村・平尾村の区域をもって発足。
- 1956年（昭和31年）8月1日 - 上狛町・高麗村と合併して山城町が発足。同日棚倉村廃止。

## 名称

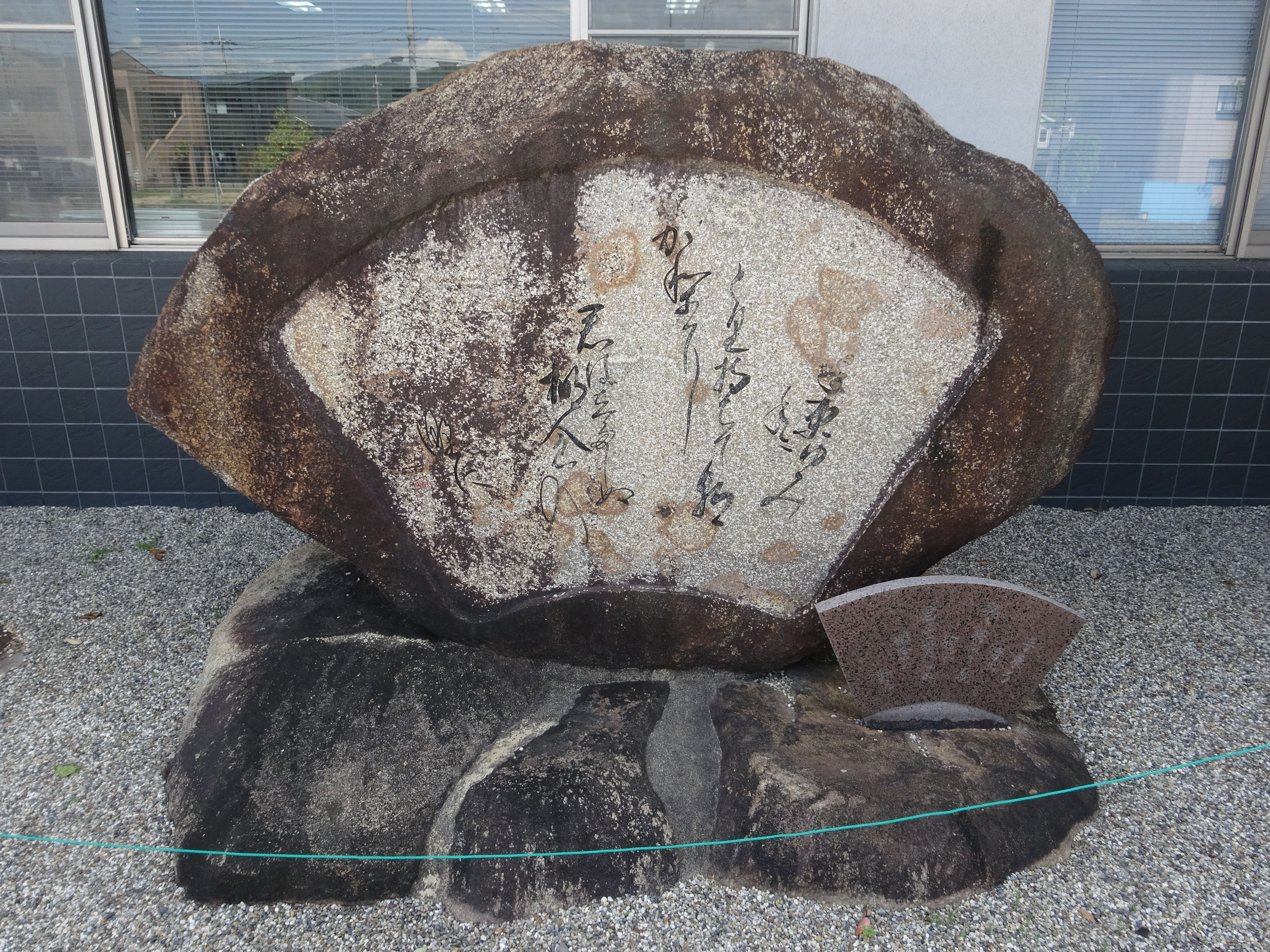
「棚倉の野」の万葉歌碑

天平時代の史料『大安寺伽藍縁起并流記資財帳』（だいあんじがらんえんぎならびにるきしざいちょう）に「山城国参処、相楽郡二処云々。一、棚倉瓦谷、東谷上、西路、南川、北南大家野之限」とあり、古名である棚倉を1889年の二村合併時に採用したものと思われる。2021年現在、棚倉の名は周辺地名からは失われているが、綺田の「棚倉小学校」や平尾の「JR棚倉駅」などにその名を留めている。
また、万葉集 第19巻 4257番に「手束弓 手に取り持ちて 朝猟に 君は立たしぬ 棚倉の野に」と歌われる「棚倉の野」は当地であるという説があり（ほかの候補地は井手町井手や京田辺市田辺棚倉）、JR棚倉駅近辺には万葉歌碑が建てられている。

## 交通

### 鉄道路線
- 日本国有鉄道
  - 奈良線
    - 棚倉駅

### 道路
- 国道24号